# Rijksstad Windsheim
De Rijksstad Windsheim was een tot de Frankische Kreits behorende rijksstad binnen het Heilige Roomse Rijk. De huidige naam is Bad Windsheim.
Windsheim kwam in 741 aan de bisschop van Würzburg. Omstreeks 1200 werd er door de bisschop planmatig een nederzetting gebouwd, die in 1225 aan het Rijk kwam. De plaats werd in 1248 tot (rijks-)stad verheven. Keizer Sigismund bevestigde de rijksvrijheid en de rechterlijke macht en keizer Frederik III verleende de stad in 1464 de halsheerlijkheid. In 1496 erkenden de markgraven van Brandenburg (Ansbach en Bayreuth) de volledige heerschappij van de raad binnen de stadsmuren. Dankzij deze ontwikkelingen is Windsheim een rijksstad geworden.
In de Reichsdeputationshauptschluss van 25 februari 1803 wordt in paragraaf 2 de inlijving bij het keurvorstendom Beieren vastgesteld. Beieren stond de voormalige rijksstad per 1 januari 1804 af aan het Pruisische vorstendom Bayreuth, zoals was vastgelegd in het grensverdrag van Ansbach van 30 juni 1803 tussen Pruisen en Beieren. Met dit vorstendom werd Windsheim in 1806 bezet door Frankrijk, in 1807 bij de vrede van Tilsit door Pruisen afgestaan aan Frankrijk en in 1810 door Frankrijk afgestaan aan het koninkrijk Beieren.